# Димитър Караджиков
Димитър Георгиев Караджиков е български офицер, генерал-майор, военен летец – 1 клас.

## Биография
Роден е на 9 юни 1931 г. във врачанското село Остров. Завършва Военновъздушното училище в Долна Митрополия през 1952 г. От 1963 до 1966 г. е командир на втори учебен авиополк, базиран в Каменец. Завършил е Генералщабна академия „Гагарин“ в СССР. Бил е заместник-началник (1966 – 1971) и началник на Военновъздушното училище в Долна Митрополия (1975 – 1987), както и инструктор на първият български космонавт Георги Иванов. От 2 януари 1980 г. е заслужил летец на Народна република България Почива на 15 април 2019 г. в София.

## Военни звания
- лейтенант – 7 септември 1952